# 폴라리스 오피스 웹
폴라리스 오피스 웹은 온라인에서 문서를 편집, 저장, 다운로드, 공유할 수  있는 웹 기반 오피스이다.
로그인 없이도 쓸 수 있어서, 사이트 접속만 하면 바로 PC에 있는 문서를 편집 할 수 있다.

## 포함 제품
- 폴라리스 오피스 웹 한글
  - 지원 포맷 : hwp
  - 주소 : https://hwp.polarisoffice.com/[1]

- 폴라리스 오피스 웹 시트
  - 지원 포맷 : xls, xlsx, csv
  - 주소 : https://sheet.polarisoffice.com[2]

- 폴라리스 오피스 웹 슬라이드
  - 지원 포맷 : pptx, ppt
  - 주소: https://slide.polarisoffice.com[3]

## 같이 보기
- 폴라리스 오피스
- 말랑말랑
- 마이크로소프트 365